# Sant Lluís
Sant Lluís (em catalão e oficialmente; em castelhano: San Luis) é um município da Espanha na ilha de Minorca, província e comunidade autónoma das Ilhas Baleares. Tem 34,8 km² de área e em 2021 tinha 6 877 habitantes (densidade: 197,6 hab./km²).
A mãe do Prémio Nobel franco-argelino Albert Camus era originária de Sant Lluís.

## Demografia
| Variação demográfica do município entre 1991 e 2004 [carece de fontes?] | Variação demográfica do município entre 1991 e 2004 [carece de fontes?] | Variação demográfica do município entre 1991 e 2004 [carece de fontes?] | Variação demográfica do município entre 1991 e 2004 [carece de fontes?] |
| ----------------------------------------------------------------------- | ----------------------------------------------------------------------- | ----------------------------------------------------------------------- | ----------------------------------------------------------------------- |
| 1991                                                                    | 1996                                                                    | 2001                                                                    | 2004                                                                    |
| 3088                                                                    | 3928                                                                    | 3270                                                                    | 5407                                                                    |